# 四半的
四半的（しはんまと）とは、宮崎県日南市飫肥付近を中心に伝わる独自の弓術。1991年、日南市無形民俗文化財指定。

## 概要
射場から的までの距離が四間半（約8.2m）、弓矢の長さが四尺半（約1.36m）、的の大きさが四寸半（約13.6cm）ある事から「四半的」の名がある。
飫肥では娯楽として親しまれており、飫肥城跡や家に射場があるほか、人々（男女は問わない）が「練習」として公民館等に集まり、焼酎を飲みながら四半的に興じる習慣があり、人々のコミュニケーションツールとしても機能している。地元の松の露酒造からは「四半的」という銘柄の焼酎も出ている。
現在では宮崎県を中心に愛好者が広まっており、熊本県や東京都府中市でも親しまれている。飫肥以外では弓道の団体がスポーツとして行うこともある。

## 歴史
永禄10年（1567年）に伊東義祐が島津忠親がいる飫肥城を2万騎を率いて攻撃した。島津軍は援軍を送ってきたが、竹で作った半弓で武装した農民たちが島津軍を圧迫し、伊東軍が勝利した。この功績により、伊東義祐が農民に娯楽目的で弓を持つことを許可した。これが四半的の始まりと言われている。天正11年（1583年）の島津家の家老である上井覚兼の日記には「武将たちが酒盛りの余興として「四半」を行った」という記録があり、遅くともこの時期には飫肥近辺で広く行われていたことが分かる。国境防衛策と娯楽を兼ねて、伊東家家臣山田宗昌（匡得）が振興した物と伝わっている。
飫肥では下級武士を半農として住まわせており、日置流弓術も盛んであった。そのため、大人は大弓を射ており、幕末から明治時代にかけては四半的は子供達の正月遊びとして主に行われていたが、現在は大人の遊びとしても親しまれるようになっている。

## 技術
- 畳に正座して、横向きに狙いを定めて巻き藁を射る。
- 日本の弓術には珍しく、矢を摘む様に持つ「ピンチ式」という持ち方をする。
- 「サイコー!」（「さあ、いこう!」の意）という掛け声を使う。
- 得点を数える時に、「正」の代わりに「玉」の字を使う。
- 的の大きさは普通は四寸半だが、練習時には二寸や一寸五分の的も使う。